# ماکنژ
ماکنژ (به فرانسوی: Maconge) یک کمون در فرانسه با جمعیت ۱۳۶ نفر است که در Canton of Pouilly-en-Auxois واقع شده‌است.